# Пассажирские причалы Москвы
Судоходство в Москве осуществляется по Москве-реке, Водоотводному каналу Москвы-реки и каналу имени Москвы, а также (только в технических целях) по Яузе. Все причалы, находящиеся в эксплуатации, обслуживаются государственным учреждением «Гормост» Правительства Москвы.

## Список причалов

### Канал имени Москвы
| Название               | Местоположение                                                     | Координаты                      | Фото | Описание |
| ---------------------- | ------------------------------------------------------------------ | ------------------------------- | ---- | --- |
| Северный речной вокзал | Левый берег Химкинского водохранилища, Ленинградское шоссе, дом 51 | 55°51′04″ с. ш. 37°28′01″ в. д. |      | Главный речной вокзал Москвы, имеющий девятнадцать причалов. Используется теплоходами, работающими на различных круизных и прогулочных маршрутах. |
| Серебряный Бор-3       | Правый берег канала, 1-я линия Хорошёвского Серебряного Бора       | 55°47′06″ с. ш. 37°26′41″ в. д. |      | Произведён капитальный ремонт в 2019 году. |
| Захарково              | Правый берег Химкинского водохранилища, проезд Досфлота, у дома 16 | 55°50′56″ с. ш. 37°27′31″ в. д. |      | Используется для переправы через Химкинское водохранилище к Северному речному вокзалу и отстоя судов.                                             |

### Река Москва
| Название                              | Местоположение                                                    | Координаты                      | Фото | Описание |
| ------------------------------------- | ----------------------------------------------------------------- | ------------------------------- | ---- | --- |
| Серебряный Бор-1                      | Левый берег, Центральный проезд Хорошёвского Серебряного Бора     | 55°47′13″ с. ш. 37°26′15″ в. д. |      | Используется теплоходами, сдающимися в аренду. Произведён капитальный ремонт в 2014 году. Расположен на территории Серебряного Бора. |
| Серебряный Бор-2                      | Левый берег, Таманская улица                                      | 55°47′08″ с. ш. 37°25′27″ в. д. |      | Используется теплоходами, работающими на различных прогулочных маршрутах. Расположен на территории Серебряного Бора. Произведён капитальный ремонт в 2014 году.                                                                            |
| Троице-Лыково                         | Правый берег, Туркменский проезд                                  | 55°47′31″ с. ш. 37°24′33″ в. д. |      | Используется теплоходами, работающими на различных прогулочных маршрутах. Произведён капитальный ремонт в 2014 году. |
| Крылатское                            | Правый берег, у Крылатского моста                                 | 55°44′55″ с. ш. 37°26′07″ в. д. |      | Используется теплоходами, сдающимися в аренду, до 1 июля 2016 года использовался теплоходами, работавшими на прогулочных маршрутах. Произведён капитальный ремонт в 2014 году.                                                             |
| Кунцево                               | Правый берег, Ворошиловский парк                                  | 55°44′27″ с. ш. 37°27′34″ в. д. |      | Используется теплоходами, сдающимися в аренду. Произведён капитальный ремонт в 2014 году. |
| Фили                                  | Правый берег, Филёвская набережная                                | 55°44′58″ с. ш. 37°28′32″ в. д. |      | Используется теплоходами, сдающимися в аренду, до 1 июля 2016 года использовался теплоходами, работавшими на различных прогулочных маршрутах. Произведён капитальный ремонт в 2014 году.                                                   |
| Верхние Мнёвники                      | Левый берег, Карамышевская набережная, у дома 2                   | 55°46′07″ с. ш. 37°29′16″ в. д. |      | Используется теплоходами, сдающимися в аренду. До 1 июня 2016 года использовался теплоходами, работавшими на различных прогулочных маршрутах. Произведён капитальный ремонт в 2017 году.                                                   |
| Кутузовский                           | Правый берег, набережная Тараса Шевченко, у дома 29               | 55°44′39″ с. ш. 37°32′18″ в. д. |      | Используется теплоходами, сдающимися в аренду, а также часто используется для отстоя теплоходов без согласования с ГБУ «Гормост». Произведён капитальный ремонт в 2014 году.                                                               |
| Мост Багратион                        | Левый берег, Краснопресненская набережная                         | 55°44′49″ с. ш. 37°32′35″ в. д. |      | Используется теплоходами, сдающимися в аренду, а также часто используется для отстоя теплоходов без согласования с ГБУ «Гормост». Произведён капитальный ремонт в 2014 году.                                                               |
| Набережная Тараса Шевченко            | Правый берег, набережная Тараса Шевченко                          | 55°44′46″ с. ш. 37°32′42″ в. д. |      | Используется теплоходами, сдающимися в аренду, а также часто используется для отстоя теплоходов без согласования с ГБУ «Гормост». Произведён капитальный ремонт в 2014 году.                                                               |
| Международная выставка                | Левый берег, Краснопресненская набережная                         | 55°44′55″ с. ш. 37°32′48″ в. д. |      | Используется теплоходами, работающими на различных прогулочных маршрутах. |
| Краснопресненский парк                | Левый берег, Краснопресненская набережная                         |                                 |      | Используется теплоходами, сдающимися в аренду. |
| Красная Пресня                        | Левый берег, Краснопресненская набережная                         |                                 |      | Используется теплоходами, сдающимися в аренду. |
| ТЭЦ-7                                 | Левый берег, Краснопресненская набережная                         | 55°45′15″ с. ш. 37°33′50″ в. д. |      | Используется теплоходами, сдающимися в аренду. В межнавигационный период ледостава используется специальными ледокольными теплоходами, обеспечивающими бесперебойную работу теплоходов компании «Рэдиссон».                                |
| Гостиница «Украина»                   | Правый берег, набережная Тараса Шевченко                          | 55°45′10″ с. ш. 37°33′58″ в. д. |      | Круглогодично используется теплоходами флотилии «Рэдиссон-Ройал», работающими на различных прогулочных маршрутах. В 2010 году произведён капитальный ремонт. Причал оборудован пандусами и лифтами. Рядом есть платная охраняемая стоянка. |
| Киевский вокзал                       | Правый берег, Бережковская набережная                             | 55°44′36″ с. ш. 37°34′18″ в. д. |      | Используется теплоходами, работающими на различных прогулочных маршрутах. |
| Лужники — северный причал             | Левый берег, Лужнецкая набережная                                 |                                 |      | Используется теплоходами, сдающимися в аренду. |
| Сетунь                                | Правый берег, Воробьёвская набережная                             | 55°43′36″ с. ш. 37°32′33″ в. д. |      | Используется теплоходами, сдающимися в аренду, а также часто используется для отстоя теплоходов без согласования с ГБУ «Гормост». Произведён капитальный ремонт в 2015 году.                                                               |
| Воробьёвская набережная-1             | Правый берег, Воробьёвская набережная                             | 55°43′26″ с. ш. 37°32′24″ в. д. |      | Используется теплоходами, сдающимися в аренду. Произведён капитальный ремонт в 2015 году. |
| Воробьёвская набережная-2             | Правый берег, Воробьёвская набережная                             | 55°43′19″ с. ш. 37°32′22″ в. д. |      | Используется теплоходами, сдающимися в аренду. Произведён капитальный ремонт в 2015 году. |
| Воробьёвская набережная-3             | Правый берег, Воробьёвская набережная                             | 55°43′14″ с. ш. 37°32′22″ в. д. |      | Используется теплоходами, сдающимися в аренду. Произведён капитальный ремонт в 2015 году. |
| Воробьёвы горы                        | Правый берег, Воробьёвская набережная                             | 55°42′42″ с. ш. 37°32′48″ в. д. |      | Используется теплоходами, работающими на различных прогулочных маршрутах. Произведён капитальный ремонт в 2013 году. |
| Лужники — центральный причал          | Левый берег, Лужнецкая набережная                                 | 55°42′47″ с. ш. 37°32′57″ в. д. |      | Используется теплоходами, сдающимися в аренду. |
| Лужники — южный причал                | Левый берег, Лужнецкая набережная                                 | 55°42′43″ с. ш. 37°34′05″ в. д. |      | Используется теплоходами, сдающимися в аренду, а также часто используется для отстоя теплоходов без согласования с ГБУ «Гормост». Произведён капитальный ремонт в 2014 году.                                                               |
| Андреевский монастырь                 | Правый берег, Андреевская набережная                              | 55°42′41″ с. ш. 37°34′20″ в. д. |      | Используется теплоходами, работающими на различных прогулочных маршрутах. |
| Фрунзенская набережная                | Левый берег, Фрунзенская набережная, у дома 46                    | 55°43′06″ с. ш. 37°34′57″ в. д. |      | Используется теплоходами, сдающимися в аренду, а также часто используется для отстоя теплоходов без согласования с ГБУ «Гормост». Произведён капитальный ремонт в 2014 году.                                                               |
| ЦПКиО                                 | Правый берег, Пушкинская набережная                               | 55°43′20″ с. ш. 37°35′26″ в. д. |      | Используется теплоходами, работающими на различных прогулочных маршрутах. |
| Крымский мост                         | Левый берег, Фрунзенская набережная, у дома 10                    | 55°43′56″ с. ш. 37°35′45″ в. д. |      | Используется теплоходами, работающими на различных прогулочных маршрутах. Произведён капитальный ремонт в 2013 году. |
| Храм Христа Спасителя                 | Левый берег, Пречистенская набережная, у храма Христа Спасителя   | 55°44′38″ с. ш. 37°36′29″ в. д. |      | Используется теплоходами, работающими на различных прогулочных маршрутах. Произведён капитальный ремонт в 2013 году. |
| Театр Эстрады (Большой Каменный мост) | Правый берег, Берсеневская набережная, у Театра Эстрады           | 55°44′42″ с. ш. 37°36′38″ в. д. |      | Используется теплоходами, работающими на различных прогулочных маршрутах. |
| Софийская набережная                  | Правый берег, Софийская набережная, у дома 16                     | 55°44′52″ с. ш. 37°37′00″ в. д. |      | |
| Зарядье                               | Левый берег, Москворецкая набережная, у парка «Зарядье»           | 55°44′58″ с. ш. 37°37′45″ в. д. |      | Используется теплоходами, работающими на различных прогулочных маршрутах. Открыт в 2018 году. |
| Большой Устьинский мост               | Левый берег, Москворецкая набережная, у РВСН                      | 55°44′54″ с. ш. 37°38′09″ в. д. |      | Используется теплоходами, работающими на различных прогулочных маршрутах. |
| Новоспасский мост                     | Левый берег, Краснохолмская набережная, у Новоспасского монастыря | 55°43′49″ с. ш. 37°39′12″ в. д. |      | Используется теплоходами, работающими на различных прогулочных маршрутах. |
| Кленовый бульвар                      | Правый берег, Нагатинская набережная, у дома 40                   | 55°41′10″ с. ш. 37°40′17″ в. д. |      | Используется теплоходами, работающими на различных прогулочных маршрутах. Произведён капитальный ремонт в 2013 году. |
| Южный речной вокзал                   | Левый берег, проспект Андропова, 11                               | 55°41′23″ с. ш. 37°40′37″ в. д. |      | Используется теплоходами, работающими на различных круизных маршрутах. |
| Меловой                               | Правый берег, Нагатинская набережная, у дома 70                   | 55°41′27″ с. ш. 37°41′48″ в. д. |      | Используется теплоходами, сдающимися в аренду, а также часто используется для отстоя теплоходов без согласования с ГБУ «Гормост». Произведён капитальный ремонт в 2014 году.                                                               |
| Печатники                             | Левый берег, улица Гурьянова, у дома 35                           | 55°41′01″ с. ш. 37°42′51″ в. д. |      | Используется теплоходами, работающими на различных прогулочных маршрутах. |
| Коломенское                           | Правый берег, парк Коломенское, улица Жужа                        | 55°40′10″ с. ш. 37°40′36″ в. д. |      | Используется теплоходами, работающими на различных прогулочных маршрутах. |
| Марьино                               | Левый берег, Батайский проезд, у дома 33                          | 55°38′30″ с. ш. 37°43′30″ в. д. |      | Используется теплоходами, работающими на различных прогулочных маршрутах. Произведён капитальный ремонт в 2013 году. |
| Братеево                              | Правый берег, улица Борисовские Пруды, у дома 24                  | 55°38′28″ с. ш. 37°45′15″ в. д. |      | Используется теплоходами, сдающимися в аренду, до 1 октября 2012 года использовался теплоходами, работавшими на различных прогулочных маршрутах. Произведён капитальный ремонт в 2014 году.                                                |

### Водоотводный канал
| Название      | Местоположение                               | Координаты                      | Фото | Описание                                                                  |
| ------------- | -------------------------------------------- | ------------------------------- | ---- | ------------------------------------------------------------------------- |
| Третьяковский | Правый берег, Болотная набережная, у дома 14 | 55°44′40″ с. ш. 37°37′05″ в. д. |      | Используется теплоходами, работающими на различных прогулочных маршрутах. |